# 松平親広
松平 親広（まつだいら ちかひろ、生年不詳 - 元亀2年2月24日(1571年3月19日)）は、室町時代から戦国時代の武将。長沢松平家の6代目当主。通称源七郎、善兵衛、上野介。

## 略歴
松平一忠の長男。永禄3年（1560年）桶狭間の戦いに従軍するも、嫡男政忠が討死。孫の康忠を後継にするが、まだ若年であるため親広が家政を執り行った。元亀2年2月24日に長沢城で死去。法名 浄賢。
墓所は妙心寺（愛知県岡崎市岩津） 。

## 系譜
『寛政重修諸家譜』による。
- 父:松平一忠
- 母:某氏娘
- 弟:松平親昌

- 正室:菅沼定村娘
  - 長男:松平政忠
  - 次男:松平忠良[4]
  - 三男:松平近清